# Lambertus Hendrik de Langen
Lambertus Hendrik de Langen (Sappemeer, 8 mei 1900 - aldaar, 23 mei 1993) was een Nederlands ingenieur en hoogleraar aan de Technische Hogeschool Delft en de Rijksuniversiteit Groningen.

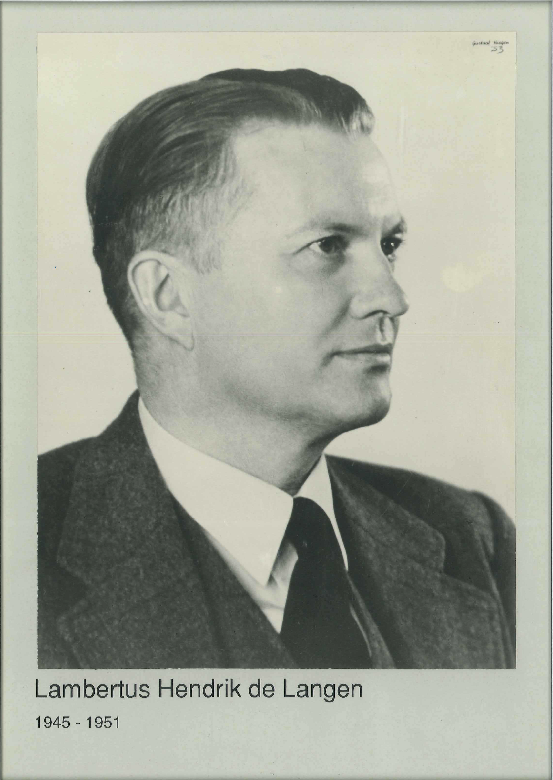
hoogleraarportret van professor L.H de Langen TU Delft, voorheen TH Delft afdeling Werktuigbouwkunde

## Levensloop

### Jeugd, opleiding en eerste carrièrestappen
De Langen was geboren en opgegroeid in Sappemeer. Hij bezocht daar de toenmalige Fransche school, voorganger van de Dr. D. Bosschool. Hierna studeerde hij werktuigbouwkunde aan de Technische Hogeschool te Delft. 
Na zijn studie werkte hij enige tijd als bedrijfsingenieur bij Stork in Hengelo en bij het suikerproefstation Passoeroean in het toenmalige Nederlands-Indië, alwaar hij zijn eerste artikelen schreef.
Terug in Nederland in 1933 werkte hij enige tijd Philips te Eindhoven.  In 1937 werd hij directeur van de Noordelijke Economisch-Technologische Organisatie (NETO) in Groningen: een stichting die onderzoek verrichtte naar de bevordering van welvaart in de drie noordelijke provinciën.

### Verdere carrière
Na de oorlog was hij korte tijd adviseur van het militair gezag in Groningen. In 1945 keerde hij terug in Delft als hoogleraar waarbij hij de rede sprak getiteld "Over de plaats van het experiment bij de ontwikkeling der moderne werktuigbouwkunde". Hiernaast was hij onder andere actief binnen de Nederlandse Centrale Organisatie voor Toegepast-Natuurwetenschappelijk Onderzoek, de voorloper van TNO. 
In de vijftiger jaren vertrok hij naar de Rijksuniversiteit Groningen waar hij tot 1967 hoogleraar "Problematiek van leiding en organisatie in het bedrijfsleven" was. Hiernaast was hij in die tijd onder andere directeur van de Algemene Kunstzijde Unie. 
In 1966 kreeg hij de leiding van het algemeen bestuur van het Nederlandse Normalisatie-instituut (NNI) als opvolger van de ingenieur en oud PTT directeur J.D.H van der Toorn.
Vanaf zijn pensioen in 1970 heeft hij zich gericht op een oplossing van het dreigende energietekort in de vorm van een thermodynamische cyclus in een zonnetoren van 10 km hoog (het zogenaamde SL/CT systeem).

## Publicaties
- 1941. De omvang en de beteekenis van het goederenvervoer in de provincie Groningen. Noordelijk Economisch-Technologische Organisatie voor Drenthe en Groningen.
- 1945. Over de plaats van het experiment bij de ontwikkeling der moderne werktuigbouwkunde. Academische rede Technische Hogeschool te Delft. Groningen : Wolters.
- 1944. Noordelijke economisch-technologische organisatie voor Drenthe en Groningen: causerie voor de Nederlandsch Mij. voor nijverheid en handel, departement Veendam-Wildervank over industrieele mogelijkheden in de Veenkoloniën
- 1969. Naar bewuster beleid. J. Niemeijer.
- 1971. Het besturen van een onderneming. Wolters-Noordhoff,
- 1983. Ebel Hero Ebels: Nieuw-Beerta, 26 maart 1897, Johannesburg (Z.Afrika), 12 november 1976. Willem de Zwijgerstichting.